# Nyplatys niger
Nyplatys niger är en tvåvingeart som beskrevs av Seguy 1938. Nyplatys niger ingår i släktet Nyplatys och familjen vapenflugor.
Artens utbredningsområde är Kenya. Inga underarter finns listade i Catalogue of Life.